# Rosalba Forcinitiová
Rosalba Forciniti [Rosalba Forčinyty], (* 13. únor 1986 Cosenza, Itálie) je reprezentantka Itálie v judu. Je majitelkou bronzové olympijské medaile.

## Sportovní kariéra
S judem začala v 8 letech v Longobucco. Později se přesunula do Ostie nedaleko Říma, kde se v roce 2005 stala členkou policejního klubu. Její osobní trenérkou je Alessandra Giungiová.
Od roku 2009 nahradila na pozici reprezentační jedničky Antonii Cuomo, ale střídala úspěchy s nečekanými výpadky v prvním kole. Ne jinak tomu bylo v olympijském roce 2012, ale body jí nakonec ke kvalifikaci na olympijské hry v Londýně stačily. Na samotném turnaji jí přálo především štěstí a neschopnost většiny soupeřek najít na její taktiku protizbraň. Nepředvedla jedinou bodovanou techniku přesto vybojovala bronzovou olympijskou medaili.

## Výsledky
| Olympijské hry     |    |    | —  |     |     |    | —  |     |     |     | 3.  |   |   |  |  |  |  |  |  |  |  |  |  |  |  |  |  |
| Mistrovství světa  |    | —  |    | —   |     | —  |    | úč. | úč. | úč. |     | — | — |  |  |  |  |  |  |  |  |  |  |  |  |  |  |
| Mistrovství Evropy | —  | —  | —  | —   | —   | —  | —  | —   | 2.  | úč. | úč. | — | — |  |  |  |  |  |  |  |  |  |  |  |  |  |  |
| ME do 23 let       |    | —  | —  | úč. | úč. | 5. | 3. |     |     |     |     |   |   |  |  |  |  |  |  |  |  |  |  |  |  |  |  |
| MS juniorů         | —  |    | 5. |     |     |    |    |     |     |     |     |   |   |  |  |  |  |  |  |  |  |  |  |  |  |  |  |
| ME juniorů         | —  | 1. | —  | 7.  |     |    |    |     |     |     |     |   |   |  |  |  |  |  |  |  |  |  |  |  |  |  |  |
| ME kadetů          | 7. |    |    |     |     |    |    |     |     |     |     |   |   |  |  |  |  |  |  |  |  |  |  |  |  |  |  |